# Friedrich de la Motte Fouqué
Friedrich Fouqué baron de la Motte pseud. Pellegrin (ur. 12 lutego 1777, zm. 23 stycznia 1843) – niemiecki pisarz romantyczny.
Pochodził z rodziny hugenotów. W swoich dziełach literackich opisywał świat średniowiecznego rycerstwa. Jego znana baśń Undina (1811) posłużyła za libreto oper E.T.A. Hoffmana i Alberta Lortziga.